# Holzmiete

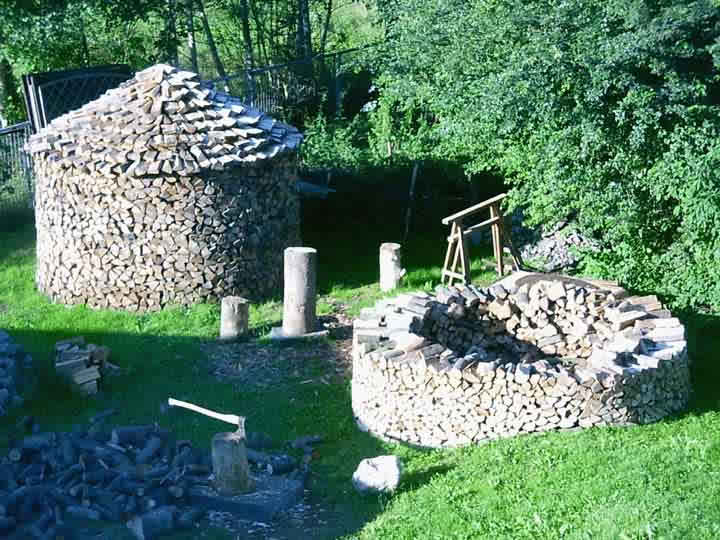
Holzmiete

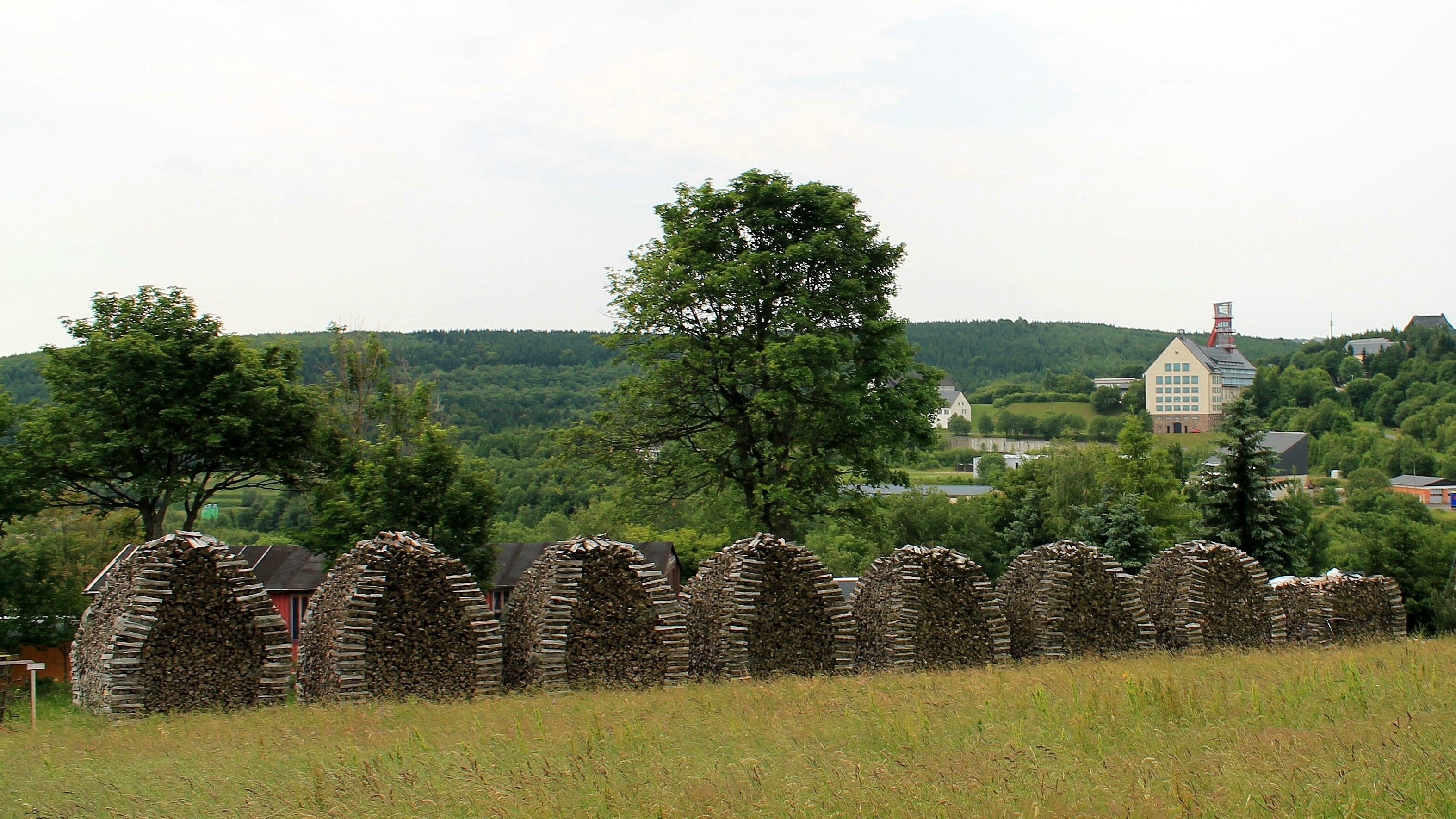
Holzmieten im Erzgebirge

Die Holzmiete, im sächsisch-thüringischen Raum auch Feumel, ist eine traditionelle Miete, um gespaltenes Brennholz zu lagern. Die Lagerung von Scheitholz bis zum Abtrocknen der Holzfeuchte dauert 2–3 Jahre. Dafür benötigt man eine gute statische Konstruktion. Durch die runde, nach oben enger werdende Form der Miete erreicht man eine gute Stabilität. Das Holzschindeldach bewirkt ein gutes Ablaufen des Regenwassers und somit eine trockene Lagerung. Bei der üblichen Scheitlänge von etwa 30 cm empfehlen sich etwa 2 Meter Durchmesser der Miete.